# نوسا هدز، کوئینزلند
نوسا هدز (به انگلیسی: Noosa Heads) یک حومه شهر در استرالیا است که در کوئینزلند واقع شده‌است.